# Helianthemum tomentosum
Helianthemum tomentosum là một loài thực vật có hoa trong họ Nham mân khôi. Loài này được Gray mô tả khoa học đầu tiên.